# Pobočný koncentrační tábor Brno

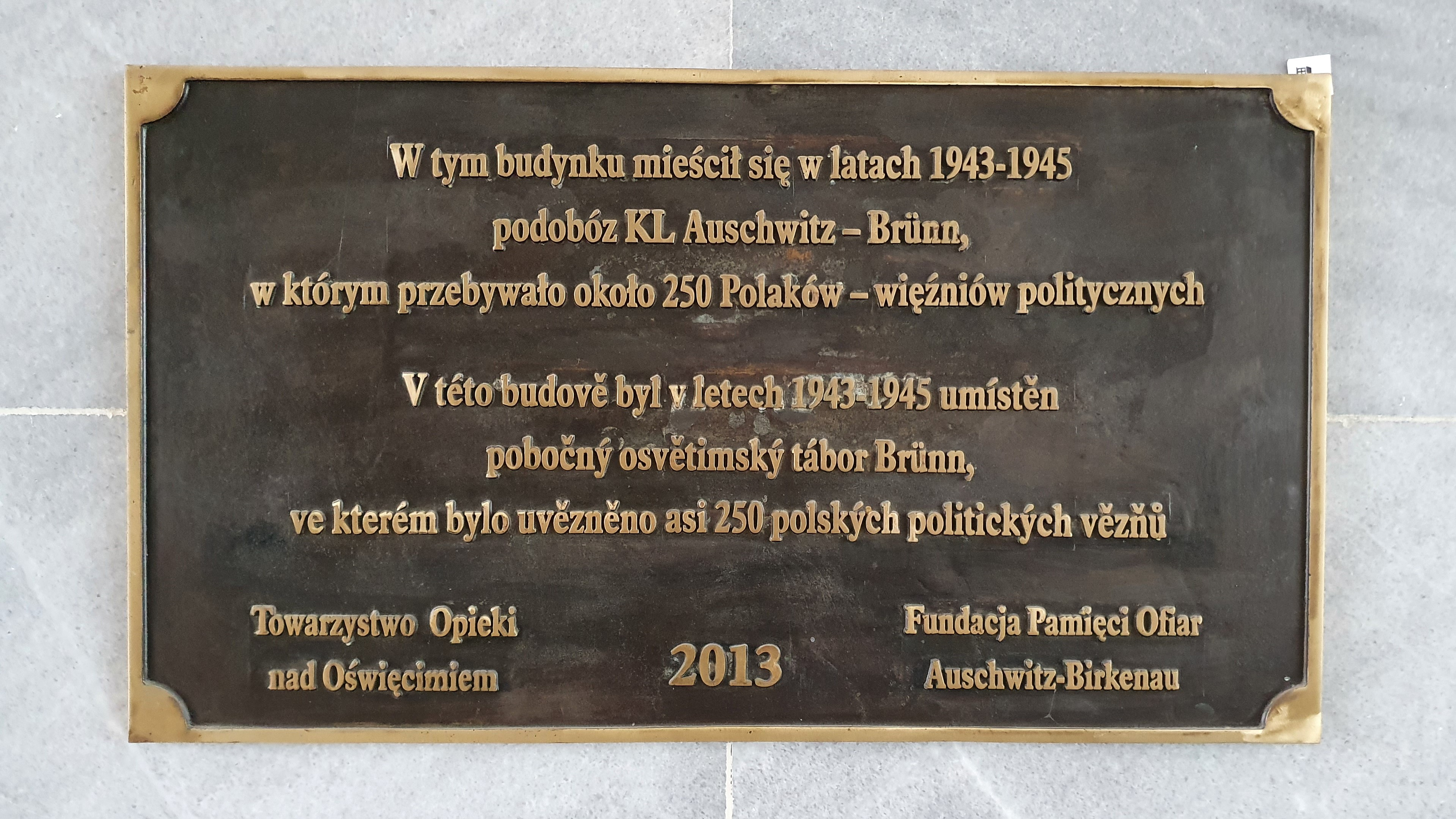
Pamětní deska na Biskupském gymnáziu z roku 2013

Pobočný koncentrační tábor Brno byl jedním z pobočných táborů nacistického koncentračního a vyhlazovacího tábora Auschwitz-Birkenau. Byl založen v říjnu 1943 v Brně za účelem dokončení výstavby Technické Akademie SS a Policie. V této budově dnes sídlí Biskupské gymnázium Brno.

## Vznik
Dokument potvrzující přesné datum založení tábora se nedochoval. Nejstarší oficiální zmínka o existenci tábora pochází z 2. prosince 1943. V tento den oznámil SS-Hauptsturmführer Heinrich Schwarz strážním oddílům SS v Osvětimi, že se na základě rozkazu č. 53/34 ze dne 22. listopadu 1943 stal velitelem koncentračního tábora Auschwitz III-Monowitz, pod jehož působnost spadal i tábor Brünn . Datum založení tábora je však známé z výpovědí bývalých vězňů. Osoby, určené k transportu do Brna byly koncem září 1943 přemístěny na karanténní blok č. 8 v táboře Auschwitz I. 30. září vybraní vězni podstoupili koupel a desinfekci, dostali jídlo na cestu, nové oblečení a boty. Následujícího dne v brzkých ranních hodinách byli pod přísným dohledem převedeni na nádraží v Osvětimi a naloženi do 5 krytých nákladních vozů. Do Brna přijeli brzo ráno 2. října 1943. Do budovy budoucího tábora byli převezeni v krytých nákladních autech . Jednalo se o tehdy ještě nedokončenou budovu na rohu ulic Schillergasse (dnes Barvičova) a Unterm Wasserbehälter (dnes Kaplanova).

## Velitelé tábora a strážní oddíly
Na pozice strážců byli přiděleni příslušníci německé policie z Brna. Pouze velitelé tábora byli vybíráni ze strážních oddílů SS z KZ Auschwitz.
Veliteli tábora byli :
- říjen 1943 – listopad 1943 SS-Hauptscharführer Gerhard Palitzsch
- listopad 1943 – únor 1944 SS-Unterscharführer Rieger (křestní jméno neznámé)
- únor 1944 – duben 1945 SS-Oberscharführer Walter (křestní jméno neznámé)

## Vězni
Většina z nich byli Poláci, byl zde však i menší počet německých vězňů, kteří byli určeni především pro vyšší funkce v vězeňské samosprávě. Češi do tábora nesměli, kvůli obavě, že by mohli navázat nelegální kontakt se svojí rodinou nebo českými civilními pracovníky (z tábora byl např. odeslán Władysław Kurowski neboť pocházel z Jablunkova) .
Funkce ve vězeňské samosprávě :
Lagerältester:
- říjen 1943 – podzim 1944 – Alois Freiseisen (rakouský kriminální vězeň, vězeňské číslo 15 472) [6]
- od podzimu 1944 – Roman Kachel (polský politický vězeň číslo 136 079)

Kápové (všechno němečtí vězni):
- Ludwig Wittösch (číslo 21 212)
- Oskar Schröder (62 888)
- Bruno Neumann (64 796)
- Fritz Wendler (72 012)
- Gustaw Petrousch (18 745)

Písař:
- Bolesław Olszewski (polský politický vězeň, 18 863)

Lékař:
- Czesław Jaworski (polský politický vězeň, 31 070)

Zdravotník:
- Eugeniusz Niedojadło (polský politický vězeň, 213)

### Počet vězňů
V transportu z 2. října 1943 přijelo z Osvětimi do Brna 251 vězňů.
Po dvou měsících od založení tábora bylo zpět do Osvětimi převezeno 100 osob. Převážně šlo o nemocné a zesláblé. Tento transport přijel do Osvětimi 1. prosince 1943 a byl obratem poslán do pobočného tábora v Jawiszowicích . Do 22. února 1944 bylo z brněnského tábora odvezeno ještě dalších 5 osob .
1. května 1944 následoval transport 118 vězňů do tábora Auschwitz III-Monowitz .
12. ledna 1945 bylo v KL Buchenwald přijato 12 vězňů z Brna .
Mezi květnem 1944 a lednem 1945 muselo být do tábora přivezeno dalších 20 vězňů, protože početní stav k 17. lednu 1945 byl 36 osob .

## Podmínky v táboře

### Zástavba
Terén okolo budovy byl obehnán vysokým dřevěným plotem s několika řadami ostnatého drátu na jeho vrcholu. Z vnější strany plotu byly po 50 metrech umístěny dřevěné strážní věže . Vězňové byli ubytováni přímo v budově, v druhém patře, kde se nacházelo několik již dříve dokončených místností. Okna byla zabezpečena mřížemi. Uprostřed chodby byla jedna místnost vyčleněna dozorcům a jedna vězeňským funkcionářům. Na stejném patře byla také koupelna se sprchami a dvě umývárny.
Obytné místnosti byly vybaveny kovovými lůžky se seníky.

### Jídlo
V táboře nebyla kuchyně ani sklady s potravinami, a proto bylo jídlo dováženo z vězení na Špilberku. Vězni jej dostávali 3× denně. Ráno pouze trochu kávy, v poledne asi litr řídké polévky, večer znovu káva a kousek chleba s margarínem. V neděli dostávali navíc půl litru černé kávy a kousek koňské klobásy. Na rozdíl od tábora v Osvětimi, měli v Brně vězni zakázáno přijímat korespondenci a tím pádem i balíčky s potravinami. To způsobilo rychlé šíření hladu. Jídlo navíc tak mohli získat pouze od špilberských vězňů, kteří také pracovali na výstavbě Akademie, nebo od českých civilních pracovníků .

### Vězeňská ambulance
Na začátku ledna 1944 dostal táborový lékař dr. Czesław Jaworski příkaz zřídit v táboře ambulanci. Část místnosti, v níž bydlel spolu se zdravotníkem Eugeniuszem Niedojadłem, byla oddělena rozvěšenou látkou z rozpáraných seníků a bylo v ní umístěno 10 lůžek. Z tábora v Osvětimi jim byly zaslány nejpotřebnější léky. Ambulance byla určena pouze pro léčbu lehčích onemocnění, těžší případy měly být posílány do nemocnice v Brně. Tato nemocnice však nechtěla vězně na delší dobu přijímat, neboť byly obavy z pokusů o útěk. Proto byla většina pacientů posílána do vězeňské nemocnice na Špilberku. Po odjezdu Jaworského a Niedojadła do Monowic se o nemocné vězně staral již pouze zdravotník – Franz Rieger (původním povoláním kadeřník) .

### Práce
Již během prvního dne pobytu v táboře byli vězňové rozděleni do odborných pracovních oddílů podle své specializace – tesaři, stolaři, zedníci, sklenáři, zámečníci, malíři, elektrikáři, obkladači a parketáři. Ostatní, kteří neovládali žádnou z uvedených specializací, byli přiřazeni jako nekvalifikované pracovní síly. Pracovali především na urovnávání terénu v okolí budovy, stavění příjezdové cesty a kanalizačních výkopech. Tyto práce patřily k nejhorším, neboť vězni při nich byli neustále vystaveni rozmarům počasí a dohlížejících kápů. Měli také minimální šanci získat navíc potraviny, neboť vůbec nebyli ve styku s českými civilními pracovníky, od kterých je mohli získat.
Byla rovněž zřízena kovárna, která sloužila k opravě používaného nářadí. Nejprve byla venku, přímo před budovou, později došlo k jejímu přemístění do jedné z místností v přízemí (pracovali zde mj. Jan Hyla a Maciej Wójcik).
Na práce uvnitř budovy dohlížely české firmy, které sem posílaly své civilní pracovníky.
V budově byly založeny také dvě laboratoře. Fyzická laboratoř byla po nějaký čas připravována několika vězni, ale práce v ní měly být zahájeny teprve po nainstalování vody.
V chemické laboratoři pracovali z vězňů Eugeniusz Niedojadło a Tadeusz Kościelniak. Vedoucím laboratoře byl Hauptmann Köhler. Byly zde prováděny výzkumy spojené s výrobou zbraní (mj. torpéd ), syntetickými palivy a výbušninami.
Na jaře 1944 byl na dobu 3 měsíců vyčleněn pracovní oddíl čítající asi 20 osob, které měli pracovat na farmě Einhorn, vzdálené několik desítek kilometrů od Brna. Vězni tam byli dopravováni nákladním automobilem a pracovali při výstavbě hospodářských stavení a opravě zemědělského nářadí. Vorarbeiterem tohoto oddílu byl Stanisław Piasecki.
V táboře vznikla také malá dílna na výrobu rádií, v níž pracoval radiotechnik Władysław Sikora. Díky jejich zkoušení mohl získávat cenné informace zvenčí, které pak sděloval svým přátelům v táboře.
Velitel tábora Walter nutil vězně k výrobě různých hraček, bot, obrázků atd. Tyto předměty pak v Brně prodával. Obrazy mu maloval vězeň Bogdan Majcherek, boty šil Antoni Abramowicz .

### Ilegální styky s civilními pracovníky
I přes přísný zákaz jakéhokoliv kontaktu vězňů s civilními pracovníky k těmto stykům docházelo. Vedoucí a pracovníci českých firem, které byly najaty na výstavbu Akademie, přinášeli často vězňům zvenčí potraviny, neboť věděli o jejich situaci. O své jídlo se s polskými vězni dělili také čeští vězni ze Špilberku.
Z konkrétních osob nejčastěji vězňové vzpomínali na inženýra Kavana (jeho žena byla Polka) a malíře Horáka. Oba dva často přinášeli potraviny a zprostředkovávali nelegální korespondenci. Horák také nosil vězňům české knihy a noviny.

## Evakuace tábora
Po odjezdu výše zmiňovaného druhého transportu zůstalo v Brně již pouze 36 osob. Mezi jejich hlavní pracovní činnost patřila výroba plechových beden pro transport munice a opancéřování pro raketové střely. Vězni byli přemístěni z budovy Akademie do dřevěného baráku, který se nacházel na území tábora. Bydleli tam ve 2 pokojích, třetí pokoj patřil veliteli tábora Walterovi. V budově byla také koupelna, záchod a ústřední topení. V té době se také výrazně zlepšila kvalita jídla, které vězni dostávali přímo z kuchyně určené pro pracovníky Akademie.
Evakuace byla zahájena v polovině dubna 1945. Demontovaná zařízení, stroje, vybavení laboratoří a zbraně byly naloženy do 20 nákladních vagónů. V dalších 3 vagónech byli evakuováni pracovníci Akademie, dozorci a vězňové. Vlak jel několik dní po trase přes Linec, Salcburk a 28. dubna 1945 dorazil do Traunstein v Horním Bavorsku. Po cestě se musel vlak mnohokrát zastavovat kvůli spojeneckým náletům. Během cesty zahynul Bolesław Olszewski (zasažen vysokým napětím při plnění parní lokomotivy vodou). Náklad vlaku byl uskladněn v továrně u vesnice Bergen. V provizorních podmínkách zde byli ubytováni také vězni. Ti byli nakonec osvobozeni americkými vojáky dne 3. května 1945.